# 赤橙
赤橙（あかだいだい）は色の一つ。やや赤みの濃い橙色を指す。赤橙せきとう色ともいう。JIS慣用色名では「あざやかな黄赤」（略号 vv-O）と定義している。暖色のひとつ。